# Segunda Batalha de Bengasi
A Segunda Batalha de Bengasi foi uma batalha entre o exército do ex-líder líbio Muammar Gaddafi e os rebeldes ocorrida na cidade de Bengasi durante a Guerra Civil Líbia.

## Cronologia
Em 18 de março, após uma longa e bem sucedida contra-ofensiva das forças governamentais com a reconquista de cidades importantes como Ras Lanuf, as tropas de Gaddafi dirigiam-se a Bengasi pelas estradas litorâneas, contornando a cidade de Ajdabiyah. Durante a noite, as tropas de Gadaffi chegaram nas portas da entrada sul da cidade.
As 7h:30min do dia 19 de março a artilharia de Gaddafi começou a bombardear a cidade. Por volta das 9h da manhã, as tropas governistas entraram pelo sul da cidade com tanques e artilharia pesada. Apesar dos duros combates, às 14h30min os rebeldes afirmaram que continuavam a resistir.
Durante o combate, um avião MiG-23 da força aérea rebelde explodiu após o piloto se ejetar do avião. A causa do acidente ainda não foi esclarecida, mas acredita-se que tenha sido consequência de disparo dos próprios rebeldes, que o teriam confundido com um avião da força aérea de Gadaffi.
Por volta das 16h, aviões franceses entraram no espaço aéreo líbio para reconhecimento de terreno, o primeiro passo para o estabelecimento de uma zona de exclusão aérea. Algumas destas aeronaves sobrevoaram Bengasi.
Às 18h45min os franceses iniciaram o ataque contra as tropas de Gaddafi destruindo um de seus tanques. Às 19h50min, já haviam destruído quatro tanques.
Segundo relatos, o bombardeio aéreo das tropas da ONU resultou na debandada  das tropas de Gadafi e no término da batalha com a vitória dos rebeldes.